# Moralisering
Moralisering är att försöka framställa sig själv eller sin egen grupp som moraliskt överlägsen någon annan.
Moralisering är ett sätt för individen att stärka sitt självförtroende och sin gruppidentitet, genom att göra skillnad på gott och ont och placera sig själv på den goda sidan. Moralisering är vanligt i politik och samhällsdebatt, men gränsen mellan moralisering och ärligt engagemang är svår att dra.